# Radio Araldo
Il Radio Araldo è stata la prima emittente radiofonica circolare italiana.

## Storia
Nel 1922 in vari paesi si stavano allestendo le prime emittenti radiofoniche, in particolare in quell'anno cominciarono le trasmissioni della BBC. 
Così la Western Electric prese contatto con l'ingegner Luigi Ranieri che eserciva dal 1909 L'Araldo Telefonico, un'emittente di programmi sonori trasmessi attraverso linee telefoniche proprie, da una stazione centrale ad apparecchi esclusivamente riceventi. L'obiettivo della Western Electric era di battere sul tempo la Marconi Company nel mercato italiano, assicurandosi una posizione di vantaggio nella vendita degli apparecchi ricevitori.
Ranieri comprese subito che il nuovo mezzo, più economico del collegamento via cavo, gli avrebbe permesso di raggiungere molti più ascoltatori, e così si stabilì un accordo: la Western Electric fornì la stazione radiofonica da impiantare nella sede de L'Araldo Telefonico di Roma, mentre Ranieri vi diffuse i programmi che già trasmetteva via cavo. Il segnale veniva ricevuto anche a più di cinquanta chilometri dalla capitale.
Nel giugno del 1923 iniziarono le trasmissioni sperimentali e nel successivo agosto Ranieri ottenne una concessione provvisoria per trasmissioni radiofoniche sperimentali, grazie ai buoni rapporti con il Ministro delle Poste Giovanni Antonio Colonna di Cesarò.
Intanto, l'8 febbraio 1923 era stato pubblicato il regio decreto n. 1067, che affidava allo Stato l'esclusiva sulle radioaudizioni circolari da esercitare tramite società concessionaria ed erano nate alcune società che volevano ottenere la concessione in concorrenza con il Radio Araldo: una era la «Società italiana radio audizioni circolari» (SIRAC), rappresentante per l'Italia della Radio Corporation of America. Ma la rivale più potente e ben collegata alla politica fascista era la «Società anonima radiofono - Società italiana per le radiocomunicazioni circolari» (Radiofono), fondata nel settembre 1923 dall'inglese Marconi Company.
Le trattative si prolungarono per un anno, ma alla fine sembrava che il ministro delle Poste Giovanni Antonio Colonna di Cesarò volesse dare la concessione a Ranieri.
Tuttavia, all'inizio del 1924 Di Cesarò si dimise dal governo e il suo posto fu preso da Costanzo Ciano, che avrebbe preferito dare la concessione a Marconi.
Ranieri riuscì a ottenere almeno che si svolgesse una prova tecnica. La Radiofono, il 20 marzo 1924, installò a Centocelle una stazione di prova, ma il 23 marzo non riuscì a trasmettere un discorso pronunciato da Benito Mussolini al teatro Costanzi di Roma, forse a causa di interferenze elettriche, mentre le trasmissioni del Radio Araldo furono adeguate.
In questa situazione, il 3 giugno 1924 il ministro delle Comunicazioni Costanzo Ciano indirizzò una lettera alle società che avevano fatto richiesta per la concessione invitandole a trovare un accordo.
Venne raggiunto un compromesso con la nascita dell'URI. Ma, a sorpresa, il Radio Araldo non aveva i capitali sufficienti per partecipare e rinunciò. Così l'URI venne costituita il 27 agosto 1924 dalla Radiofono e dalla SIRAC, e il Radio Araldo cessò le trasmissioni.